# Dulcedo polita
Dulcedo polita é uma borboleta neotropical da família Nymphalidae e subfamília Satyrinae, encontrada da Nicarágua até a Colômbia, em habitat de floresta tropical; sendo seu gênero monotípico. São borboletas com asas arredondadas e extremamente translúcidas, com um pequeno ocelo em cada asa posterior e com uma faixa escurecida próxima à borda de ambas as asas.

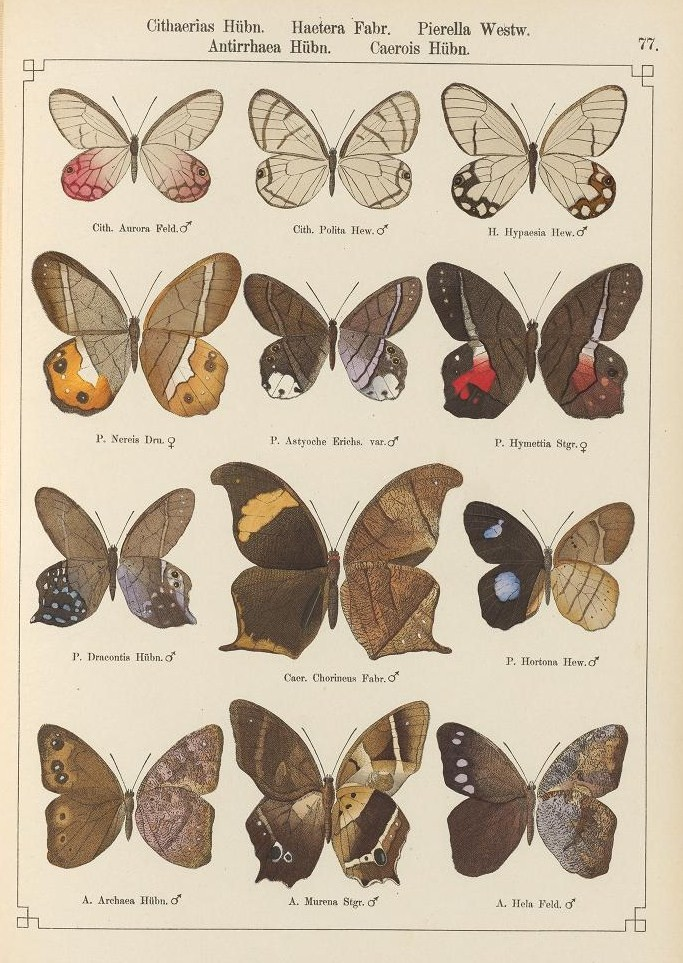
D. polita é a segunda borboleta, em ordem de leitura, nesta gravura de 1888.

## Hábitos
São encontradas solitárias, nos recessos úmidos e sombrios das florestas, sendo de voo quase sempre crepuscular e de baixa altura. Se alimentam de frutos fermentados, caídos no solo ou nas folhas. Suas asas podem apresentar reflexos azulados, dependendo da incidência da luz.